# Policy of Truth (travhäst)
Policy of Truth, född 3 april 2013 i Stockholm i Stockholms län, är en svensk varmblodig travhäst. Han tränades av Reijo Liljendahl och kördes oftast av Erik Adielsson. Tidigare kördes han av Ulf Ohlsson.
Policy of Truth tävlade mellan 2016 och 2019. Han gjorde även en mindre comeback under 2022. Han inledde karriären med två raka segrar. Under tävlingskarriären sprang han totalt in 5,9 miljoner kronor på 31 starter varav 12 segrar, 8 andraplatser och 4 tredjeplatser. Han tog karriärens största seger i Långa E3 (2017). Han har även segrat i Margaretas Tidiga Unghästserie (2017), E.J:s Guldsko (2019) och Birger Bengtssons Minne (2019).
Han har även kommit på andraplats i Svenskt Trav-Kriterium (2016), Breeders' Crown (2016) och Ina Scots Ära (2017).

## Karriär
Policy of Truth debuterade den 9 mars 2016 i ett treåringslopp på Solvalla. Han tog första segern redan i debuten, och vann åtta av sina tio första starter. Den 25 september 2016 kom han tvåa i Svenskt Trav-Kriterium, slagen med ett huvud av Deimos Racing.
Den 23 augusti 2017 kvalade han in till finalen av 2017 års upplaga av Svenskt Travderby på Jägersro. Han blev i och med detta sin tränare Reijo Liljendahls första derbyfinalist någonsin. Finalen gick av stapeln den 3 september 2017, och han slutade oplacerad. Derbyfinalen var den första gången i karriären, på dittills 17 starter, som han slutade oplacerad i ett lopp.
Han tog sin första seger i Gulddivisionen den 27 juli 2019 då han segrade i E.J:s Guldsko tillsammans med kusken Erik Adielsson.